# حسين النطار
حسين حسن النطار، لاعب كرة قدم سعودي ، يلعب في نادي العدالة معار من نادي القادسية.

## مسيرة اللاعب
لعب في الفئات السنية في نادي المحيط ونادي الاتفاق و انظم إلى نادي القادسية في 2019 و أعير إلى نادي العدالة في صيف 2022.

## روابط خارجية
- حسين النطار على موقع Soccerway.com (الإنجليزية)